# Lubersac
Lubersac è un comune francese di 2 335 abitanti situato nel dipartimento della Corrèze nella regione della Nuova Aquitania.

## Storia

### Simboli
Lo stemma è stato adottato l'11 luglio 1983

## Società

### Evoluzione demografica
Abitanti censiti